# Benthosema
El género Benthosema son peces marinos de la familia mictófidos, distribuidos por gran parte de los océanos. Su nombre procede del griego benthos (fondo del mar) + sema (señal).
Son pequeños, con una longitud máxima descrita entre 4 y 10 cm. Son especies oceánicas y mesopelágicas, viviendo de día en profundidad mientras que de noche sube a aguas superficiales.

## Especies
Existen cinco especies válidas en este género:
- Benthosema fibulatum (Gilbert y Cramer, 1897)
- Benthosema glaciale (Reinhardt, 1837) - Linterna oscura
- Benthosema panamense (Tåning, 1932) - Pez-linterna panameño o Sardina luminosa
- Benthosema pterotum (Alcock, 1890)
- Benthosema suborbitale (Gilbert, 1913) - Pez-linterna suborbital